# Scarus spinus
Scarus spinus es una especie de peces de la familia Scaridae en el orden de los Perciformes.

## Morfología
Los machos pueden llegar alcanzar los 30 cm de longitud total.

## Distribución geográfica
Se encuentra en la isla de Navidad y desde las Filipinas hasta Samoa, las islas Ryukyu y el sur de la Gran Barrera de Coral.